# Gare de Suresnes - Mont Valérien
Gare de Suresnes - Mont Valérien vasútállomás Franciaországban, Suresnes településen.

## Vasútvonalak
Az állomást az alábbi vasútvonalak érintik:
- Párizs-Saint-Lazare-Versailles-Rive-Droite-vasútvonal

## Kapcsolódó állomások
A vasútállomáshoz az alábbi állomások vannak a legközelebb:
- Gare de Puteaux (Paris Gare Saint-Lazare, Párizs-Saint-Lazare-Versailles-Rive-Droite-vasútvonal, Transilien line L)
- Gare du Val d'Or (Gare de Versailles-Chantiers, Gare de Saint-Nom-la-Bretèche - Forêt de Marly, Párizs-Saint-Lazare-Versailles-Rive-Droite-vasútvonal, Transilien line L)
- Gare de Saint-Cloud (Gare de La Verrière, Transilien U)
- Gare de Puteaux (Gare de la Défense, Transilien U)